# Gens Estàcia
La gens Estàcia (llatí: Statia gens) fou una gens romana plebea d'origen lucà o samnita. Els seus membres portaven el nomen d'Estaci, que en origen fou un praenomen sabèl·lic que esdevengué nom de família.
Els primers Estacis que apareixen no eren de la gens Estàcia, ans simplement portaven el praenomen d'Estaci. Els primers membres de la gens apareixen abans del temps de Juli Cèsar, i pertanyen als pobles del sud d'Itàlia, llevat d'un Tit Estaci que va ser tribú de la plebs l'any 475 aC. Pel que fa a Cecili Estaci, probablement Estaci era el seu praenomen, i no era de la gens Estàcia ans de la gens Cecília.
Durant la república romana, cap membre de la família arribà als alts càrrecs. Els Estacis van adquirir una certa rellevància amb Luci Estaci Murc, el llegat de Juli Cèsar, però fins a l'any 142, en època imperial, no hi va haver un cònsol de la família: Luci Estaci Quadrat; setze anys més tard ho fou Marc Estaci Prisc. Però sens dubte el personatge de més renom de la gens va ser Publi Papini Estaci, poeta de gran renom, reconegut sobretot a l'edat mitjana. El seu pare Publi Papini Estaci també es dedicà a la poesia.